# Jalandhar Cantonment
Jalandhar Cantonment is een kantonnement in het district Jalandhar van de Indiase staat Punjab. 

## Demografie
Volgens de Indiase volkstelling van 2001 wonen er 40.521 mensen in Jalandhar Cantonment, waarvan 59% mannelijk en 41% vrouwelijk is. De plaats heeft een alfabetiseringsgraad van 81%. 